# Associação de Futebol da Tchecoslováquia
Associação de Futebol da Tchecoslováquia (em tcheco: Československý Fotbalový svaz; em eslovaco Československý Futbalový zväz)foi a entidade que dirigiu o futebol  da Tchecoslováquia de 1901 até 1993. Organizava os torneios nacionais e a Seleção Tchecoslovaca de Futebol , sendo sucedida pela Associação de Futebol da República Tcheca e pela Associação Eslovaca de Futebol (desde 1994).